# Element de funció holomorfa
Un element de funció
holomorfa és un parell
{\displaystyle \left(U,f\right)}, 
on
{\displaystyle U} és
un conjunt obert
a connexió simple
del pla complex,
{\displaystyle f:U\rightarrow \mathbb {C} } una funció holomorfa definida en {\displaystyle U}, 
que pren valors en {\displaystyle \mathbb {C} }.